# Lala (Unlocked)
Lala (Unlocked) è un singolo della cantautrice statunitense Alicia Keys, pubblicato il 9 settembre 2021 come primo estratto dal l'ottavo album in studio Keys.

## Descrizione
Il brano si pone su melodie R&B, con un campionamento di In the Mood di Tyrone Davis. In un'intervista su Apple Music 1 con Zane Lowe, Keys ha spiegato il processo creativo della collaborazione:
(Alicia Keys)

## Promozione
I cantanti si sono esibiti con il brano nel corso degli MTV Video Music Awards 2021. Le rivista Vibe ha scritto che la «chimica creativa di Keys e Lee si è tradotta dallo studio al grande palco». Paste Magazine ha commentando la performance della canzone ritenendo che «i vocalizzi pesantemente autotunati di Swae Lee sono stati un contrasto con il canto fluido e senza sforzo di Keys».

## Accoglienza
Rolling Stone ha definito la canzone «sensuale» e ha scritto che Keys e Lee «si scambiano versi ammiccanti». Nella sua recensione dell'album, Liam Inscoe-Jones di The Line of Best Fit ha ritenuto che la musicalità della canzone fosse «elegante», ma ha affermato che il brano avrebbe dovuto essere inserito nel lato Originals dell'album.

## Video musicale
Il video, diretto da Sylvia M. Zakhary e Sing J Lee, è stato reso disponibile il 23 settembre 2021 attraverso il canale YouTube della cantante. Nel video sono presenti cameo di altri artisti, tra cui il marito della Keys Swizz Beatz, Gunna, Lena Waithe, Lucky Daye, Russell Westbrook, Snoop Dogg, Khalid, D Smoke e Slim Jxmmi.

## Tracce
Testi e musiche di Alicia Keys, Darryl Ellis, Khalif Brown, Michael L Williams II, Paul Richmond, Ruben Locke e Mike Will Made It.
Download digitale
1. Lala (Unlocked) (feat. Swae Lee) – 4:26